# Val Calanca
Val Calanca är en dal i Schweiz.   Den ligger i kantonen Graubünden, i den sydöstra delen av landet, 140 km sydost om huvudstaden Bern.
I omgivningarna runt Val Calanca växer i huvudsak blandskog. Runt Val Calanca är det ganska tätbefolkat, med 54 invånare per kvadratkilometer.